# Perigonia jamaicensis
Perigonia jamaicensis es una polilla de la familia Sphingidae. Vuela en Jamaica.
Es similar a Perigonia lusca lusca pero se diferencia de esta por un manchón amarillo difuso grande en la mitad basal de la superficie inferior del ala anterior en la celdilla discal posterior.